# Fosforzuur
Fosforzuur of (tri)waterstoffosfaat (vroeger aangeduid als orthofosforzuur) is een zwak anorganisch zuur, met als brutoformule H3PO4. In water wordt het gedeeltelijk omgezet in diwaterstoffosfaationen en protonen, waardoor het de eigenschappen heeft van een zwak zuur.
Zuiver, watervrij fosforzuur is een witte, kristallijne vaste stof die bij 42,35 °C smelt tot een kleurloze, viskeuze vloeistof. Fosforzuur is een driewaardig zuur.
Zouten en esters van fosforzuur worden fosfaten genoemd en komen vrijwel overal op Aarde voor: in mineralen en in levende wezens (onder meer in DNA, RNA en ATP).

## Naamgeving
De officiële IUPAC-benaming is fosforzuur, ofwel trihydroxido-oxidofosfor via de systematische naamgeving. Vroeger werd het prefix ortho gebruikt om dit zuur te onderscheiden van andere fosforzuren, de polyfosforzuren.

## Synthese
Fosforzuur wordt bereid door fosfaatertsen (hoofdzakelijk calciumfosfaat) te laten reageren met zwavelzuur:
{\displaystyle {\ce {Ca3(PO4)2 + 3H2SO4 -> 2H3PO4 +3CaSO4}}}
Een andere methode leunt aan bij het Oddaprocedé. In dit productieproces wordt er salpeterzuur gebruikt om het fosfaaterts om te zetten in fosforzuur en calciumnitraat:
{\displaystyle {\ce {Ca3(PO4)2 + 6HNO3 -> 2H3PO4 +3Ca(NO3)2}}}
Het calciumnitraat kan deels worden verwijderd door afkoeling en kristallisatie en het restant kan dan nog worden verwijderd met ammoniumsulfaat of zwavelzuur.
Een alternatieve methode is de exotherme reactie tussen difosforpentoxide en water:
{\displaystyle {\ce {P2O5 + 3H2O -> 2H3PO4}}}

## Eigenschappen
Fosforzuur is een triprotisch zuur. De protolyse vindt plaats in drie stappen, elk gekenmerkt door een zuurconstante (respectievelijk pKa1 = 2,15; pKa2 = 7,21; pKa3 = 12,32):
{\displaystyle {\ce {H3PO4 <=> H2PO4- + H+}}}
{\displaystyle {\ce {H2PO4- <=> HPO4^2- + H+}}}
{\displaystyle {\ce {HPO4^2- <=> PO4^3- + H+}}}
Bij deze protolysereactie ontstaan respectievelijk het diwaterstoffosfaat-, het waterstoffosfaat en het fosfaat-anion. In waterig medium vindt hoofdzakelijk enkel de eerste reactie plaats. De tweede reactie gaat slechts voor een klein deel door en de afsplitsing van het laatste proton is zo goed als nihil. Zo bedraagt de aanwezige fractie fosfaat in een oplossing van 1 mol/L fosforzuur amper 1,60 × 10−17%. De zuurrestionen protolyseren alleen verder wanneer er een sterkere base dan water aanwezig is in de oplossing.
Aangezien fosforzuur een zeer polair molecuul is, is de oplosbaarheid in water extreem groot. De hoge oplosbaarheid wordt ook verklaard door de bovenstaande protolysereacties.
De dichtheid van een 85%-oplossing bedraagt 1,685 g/mL. De oxidatietoestand van fosfor in de verbinding is +V.
Oplossingen van zuurresten van fosforzuur worden veelvuldig ingezet als buffer. Afhankelijk van de zuurtegraad, zal een ander bufferpaar de bufferende werking uitoefenen: bijvoorbeeld HPO42−/H2PO4− rond pH 7,21.
Verwarming van fosforzuur boven 213 °C leidt tot een condensatiereactie waarbij water wordt verdreven en pyrofosforzuur ontstaat. Wanneer één molecuul water per molecuul fosforzuur is verdreven, ontstaat een gel-achtige substantie met brutoformule HPO3, wat metafosforzuur wordt genoemd. Bijgevolg kan metafosforzuur beschouwd worden als anhydrisch orthofosforzuur. Het wordt soms ingezet als water- of vochtabsorberend reagens. Verdere dehydratie is zeer moeilijk en leidt uiteindelijk tot vorming van difosforpentoxide, dat onder meer als chemisch droogmiddel in droogpistolen wordt ingezet.

### Samenstelling en pH van een waterige fosforzuuroplossing
Onderstaande tabel geeft een overzicht van enkele concentraties, aangeduid met [A], fosforzuuroplossing, met bijbehorende fracties van de verschillende zuurresten en de pH van de oplossing. De [A] moet hier gezien worden als de totale analytische concentratie zuur, dus [A] = [H3PO4] + [H2PO4−] + [HPO42−] + [PO43−].
| [A] (mol/L) | pH   | [H3PO4]/[A] (%) | [H2PO4−]/[A] (%) | [HPO42−]/[A] (%) | [PO43−]/[A] (%) |
| ----------- | ---- | --------------- | ---------------- | ---------------- | --------------- |
| 1           | 1,08 | 91,7            | 8,29             | 6,20 × 10−6      | 1,60 × 10−17    |
| 10−1        | 1,62 | 76,1            | 23,9             | 6,20 × 10−5      | 5,55 × 10−16    |
| 10−2        | 2,25 | 43,1            | 56,9             | 6,20 × 10−4      | 2,33 × 10−14    |
| 10−3        | 3,05 | 10,6            | 89,3             | 6,20 × 10−3      | 1,48 × 10−12    |
| 10−4        | 4,01 | 1,30            | 98,6             | 6,19 × 10−2      | 1,34 × 10−10    |
| 10−5        | 5,00 | 0,133           | 99,3             | 0,612            | 1,30 × 10−8     |
| 10−6        | 5,97 | 1,34 × 10−2     | 94,5             | 5,50             | 1,11 × 10−6     |
| 10−7        | 6,74 | 1,80 × 10−3     | 74,5             | 25,5             | 3,02 × 10−5     |
| 10−10       | 7,00 | 8,24 × 10−4     | 61,7             | 38,3             | 8,18 × 10−5     |

Voor hoge concentraties fosforzuur is de waterige oplossing hoofdzakelijk samengesteld uit fosforzuur. Bij lagere concentraties verschuiven de protolyse-evenwichten naar diwaterstoffosfaat, waterstoffosfaat en uiteindelijk - bij zeer lage concentraties - naar het fosfaation.

## Toepassingen
Fosforzuur wordt voornamelijk gebruikt in de productie van kunstmest, in detergenten, en in kleine hoeveelheden in frisdranken, zoals cola. Als voedingsadditief heeft fosforzuur het E-nummer E338. Verder wordt het gebruikt als externe standaard bij 31P-NMR, bij high-performance liquid chromatography, als oxidator bij de productie van actieve kool, als elektrolyt in fosforzuurbrandstofcellen, als etsmiddel voor siliciumnitride en als zuurteregelaar in cosmetica. Het wordt ook gebruikt als katalysator bij de productie van synthetische drugs als MDMA en amfetamine.

### Synthese van waterstofhalogeniden
Fosforzuur wordt in het laboratorium gebruikt ter synthese van waterstofhalogeniden (waterstofchloride, waterstofbromide en waterstofjodide) uit de overeenkomstige natriumzouten:
{\displaystyle {\ce {NaCl + H3PO4 -> NaH2PO4 + HCl}}}
{\displaystyle {\ce {NaBr + H3PO4 -> NaH2PO4 + HBr}}}
{\displaystyle {\ce {NaI + H3PO4 -> NaH2PO4 + HI}}}

### Roestverwijderaar
Fosforzuur wordt vaak ingezet om roest te verwijderen van metaaloppervlakken. Formeel wordt ijzer(III)oxide omgezet tot ijzer(III)fosfaat:
{\displaystyle {\ce {Fe2O3 + 2H3PO4 -> 2FePO4 + 3H2O}}}

## Toxicologie en veiligheid
Fosforzuur is geen toxische verbinding. In hoge concentraties (75% of meer) in water kan het sterk corrosief zijn. Contact met ogen en huid kan hevige irritatie, blaarvorming en brandwonden opleveren. Inhalatie van dampen of inslikken van de zuivere stof kan irritaties aan de keel, slokdarm en ademhalingsstelsel opleveren. Verder optredende symptomen zijn hoesten, kortademigheid en braken.